# NGC 5894
NGC 5894 في الفهرس العام الجديد، هي مجرة، تقع في كوكبة التنين. اكتشفت في 25 مايو عام 1788، بواسطة ويليام هيرشل.

## روابط خارجية
- NGC 5894 على موقع ويكي سكاي: DSS2, SDSS, GALEX, IRAS, Hydrogen α, X-Ray, Astrophoto, Sky Map, Articles and images